# Lista de membros do gabinete de Fernando Henrique Cardoso

Esta é uma lista do gabinete presidencial de Fernando Henrique Cardoso, relativo ao seus dois mandatos presidenciais para os quais fora eleito em 1994 e 1998. 

## Lista de ministros

### 1.º Mandato
| Gabinete Presidencial de Fernando Henrique Cardoso - 1.º Mandato (1996-1999) | Gabinete Presidencial de Fernando Henrique Cardoso - 1.º Mandato (1996-1999) | Gabinete Presidencial de Fernando Henrique Cardoso - 1.º Mandato (1996-1999) | Gabinete Presidencial de Fernando Henrique Cardoso - 1.º Mandato (1996-1999) | Gabinete Presidencial de Fernando Henrique Cardoso - 1.º Mandato (1996-1999) | Gabinete Presidencial de Fernando Henrique Cardoso - 1.º Mandato (1996-1999) | Gabinete Presidencial de Fernando Henrique Cardoso - 1.º Mandato (1996-1999) |
| Ministério                                                                   | Incumbente                                                                   | Incumbente                                                                   | Partido                                                                      | Posse no dia                                                                 | Saída no dia                                                                 | Ref.                                                                         |
| ---------------------------------------------------------------------------- | ---------------------------------------------------------------------------- | ---------------------------------------------------------------------------- | ---------------------------------------------------------------------------- | ---------------------------------------------------------------------------- | ---------------------------------------------------------------------------- | ---------------------------------------------------------------------------- |
| Ministério Extraordinário de Coordenação de Assuntos Políticos               |                                                                              | Luiz Carlos Santos                                                           | PMDB/SP                                                                      | 29 de abril de 1996                                                          | 2 de abril de 1998                                                           | [ 1 ]                                                                        |
| Ministério Extraordinário de Coordenação de Assuntos Políticos               | PFL/SP                                                                       | Luiz Carlos Santos                                                           |                                                                              | 29 de abril de 1996                                                          | 2 de abril de 1998                                                           | [ 1 ]                                                                        |
| Ministério Extraordinário de Esportes                                        |                                                                              | Pelé                                                                         | Sem partido/MG                                                               | 1.º de janeiro de 1995                                                       | 30 de abril de 1998                                                          | [ 2 ] [ 1 ]                                                                  |
| Ministério Extraordinário de Política Fundiária                              |                                                                              | Raul Jungmann                                                                | PPS/PE                                                                       | 30 de abril de 1996                                                          | 1.º de janeiro de 1999                                                       | [ 1 ]                                                                        |
| Ministério Extraordinário de Reforma Institucional                           |                                                                              | Freitas Neto                                                                 | PFL/PI                                                                       | 7 de abril de 1998                                                           | 1.º de janeiro de 1999                                                       | [ 1 ]                                                                        |
| Ministério da Administração e Reforma do Estado                              |                                                                              | Luiz Carlos Bresser-Pereira                                                  | Sem partido/SP                                                               | 1.º de janeiro de 1995                                                       | 24 de junho de 1998                                                          | [ 1 ]                                                                        |
| Ministério da Administração e Reforma do Estado                              |                                                                              | Cláudia Costin (interinamente)                                               | Sem partido/SP                                                               | 25 de junho de 1998                                                          | 4 de novembro de 1998                                                        | [ 1 ]                                                                        |
| Ministério da Administração e Reforma do Estado                              |                                                                              | Luiz Carlos Bresser-Pereira                                                  | Sem partido/SP                                                               | 5 de novembro de 1998                                                        | 1.º de janeiro de 1999                                                       | [ 1 ]                                                                        |
| Ministério da Aeronáutica                                                    |                                                                              | Mauro José Miranda Gandra                                                    | Sem partido/RJ                                                               | 1.º de janeiro de 1995                                                       | 21 de novembro de 1995                                                       | [ 1 ]                                                                        |
| Ministério da Aeronáutica                                                    |                                                                              | Lélio Viana Lobo                                                             | Sem partido/GO                                                               | 21 de novembro de 1995                                                       | 1.º de janeiro de 1999                                                       | [ 1 ]                                                                        |
| Ministério da Agricultura e do Abastecimento                                 |                                                                              | José Eduardo                                                                 | PTB/PR                                                                       | 1.º de janeiro de 1995                                                       | 2 de maio de 1996                                                            | [ 1 ]                                                                        |
| Ministério da Agricultura e do Abastecimento                                 |                                                                              | Ailton Barcelos Fernandes (interinamente)                                    | Sem partido/RJ                                                               | 6 de maio de 1996                                                            | 7 de maio de 1996                                                            | [ 1 ]                                                                        |
| Ministério da Agricultura e do Abastecimento                                 |                                                                              | Arlindo Porto                                                                | PTB/MG                                                                       | 8 de maio de 1996                                                            | 4 de abril de 1998                                                           | [ 1 ]                                                                        |
| Ministério da Agricultura e do Abastecimento                                 |                                                                              | Francisco Turra                                                              | PPB/RS                                                                       | 7 de abril de 1998                                                           | 1.º de janeiro de 1999                                                       | [ 1 ]                                                                        |
| Ministério da Ciência e Tecnologia                                           |                                                                              | José Israel Vargas                                                           | Sem partido/MG                                                               | 1.º de janeiro de 1995                                                       | 1.º de janeiro de 1999                                                       | [ 1 ]                                                                        |
| Ministério da Cultura                                                        |                                                                              | Francisco Weffort                                                            | Sem partido/SP                                                               | 1.º de janeiro de 1995                                                       | 1.º de janeiro de 1999                                                       | [ 1 ]                                                                        |
| Ministério da Educação e do Desporto                                         |                                                                              | Paulo Renato Souza                                                           | PSDB/SP                                                                      | 1.º de janeiro de 1995                                                       | 1.º de janeiro de 1999                                                       | [ 1 ]                                                                        |
| Ministério da Fazenda                                                        |                                                                              | Pedro Malan                                                                  | Sem partido/RJ                                                               | 1.º de janeiro de 1995                                                       | 1.º de janeiro de 1999                                                       | [ 1 ]                                                                        |
| Ministério da Indústria, do Comércio e do Turismo                            |                                                                              | Dorothea Werneck                                                             | Sem partido/MG                                                               | 1.º de janeiro de 1995                                                       | 2 de maio de 1996                                                            | [ 1 ] [ 3 ]                                                                  |
| Ministério da Indústria, do Comércio e do Turismo                            |                                                                              | Clóvis Carvalho                                                              | PSDB/SP                                                                      | 2 de maio de 1996                                                            | 7 de maio de 1996                                                            | [ 1 ]                                                                        |
| Ministério da Indústria, do Comércio e do Turismo                            |                                                                              | Francisco Dornelles                                                          | PPB/RJ                                                                       | 7 de maio de 1996                                                            | 31 de março de 1998                                                          | [ 4 ] [ 1 ]                                                                  |
| Ministério da Indústria, do Comércio e do Turismo                            |                                                                              | José Botafogo Gonçalves                                                      | Sem partido/RJ                                                               | 31 de março de 1998                                                          | 1.º de janeiro de 1999                                                       | [ 1 ]                                                                        |
| Ministério da Justiça                                                        |                                                                              | Nelson Jobim                                                                 | PMDB/RS                                                                      | 1.º de janeiro de 1995                                                       | 8 de abril de 1997                                                           | [ 1 ]                                                                        |
| Ministério da Justiça                                                        |                                                                              | Iris Rezende                                                                 | PMDB/GO                                                                      | 22 de maio de 1997                                                           | 1.º de abril de 1998                                                         | [ 1 ]                                                                        |
| Ministério da Justiça                                                        |                                                                              | José de Jesus Filho                                                          | Sem partido/MG                                                               | 1.º de abril de 1998                                                         | 6 de abril de 1998                                                           | [ 1 ]                                                                        |
| Ministério da Justiça                                                        |                                                                              | Renan Calheiros                                                              | PMDB/AL                                                                      | 7 de abril de 1998                                                           | 1.º de janeiro de 1999                                                       | [ 1 ]                                                                        |
| Ministério da Marinha                                                        |                                                                              | Mauro César Rodrigues Pereira                                                | Sem partido/RJ                                                               | 1.º de janeiro de 1995                                                       | 1.º de fevereiro de 1995                                                     | [ 1 ]                                                                        |
| Ministério da Previdência e Assistência Social                               |                                                                              | Reinhold Stephanes                                                           | PFL/PR                                                                       | 1.º de janeiro de 1995                                                       | 3 de abril de 1998                                                           | [ 1 ]                                                                        |
| Ministério da Previdência e Assistência Social                               |                                                                              | Waldeck Ornelas                                                              | PFL/BA                                                                       | 7 de abril de 1998                                                           | 1.º de janeiro de 1999                                                       | [ 1 ]                                                                        |
| Ministério da Saúde                                                          |                                                                              | Adib Jatene                                                                  | Sem partido/AC                                                               | 1.º de janeiro de 1995                                                       | 7 de novembro de 1996                                                        | [ 1 ]                                                                        |
| Ministério da Saúde                                                          |                                                                              | José Carlos Seixas                                                           | Sem partido/SP                                                               | 8 de novembro de 1996                                                        | 17 de dezembro de 1996                                                       | [ 1 ]                                                                        |
| Ministério da Saúde                                                          |                                                                              | Carlos Albuquerque                                                           | PSDB/RS                                                                      | 18 de dezembro de 1996                                                       | 31 de março de 1998                                                          | [ 1 ]                                                                        |
| Ministério da Saúde                                                          |                                                                              | José Serra                                                                   | PSDB/SP                                                                      | 31 de março de 1998                                                          | 1.º de janeiro de 1999                                                       | [ 1 ]                                                                        |
| Ministério das Comunicações                                                  |                                                                              | Sérgio Motta                                                                 | PSDB/SP                                                                      | 1.º de janeiro de 1995                                                       | 13 de abril de 1998                                                          | [ 1 ]                                                                        |
| Ministério das Comunicações                                                  |                                                                              | Juarez Quadros (interinamente)                                               | Sem partido/PA                                                               | 14 de abril de 1998                                                          | 30 de abril de 1998                                                          | [ 1 ]                                                                        |
| Ministério das Comunicações                                                  |                                                                              | Luiz Carlos Mendonça de Barros                                               | Sem partido/SP                                                               | 30 de abril de 1998                                                          | 25 de novembro de 1998                                                       | [ 1 ]                                                                        |
| Ministério das Comunicações                                                  |                                                                              | Juarez Quadros                                                               | Sem partido/PA                                                               | 25 de novembro de 1998                                                       | 1.º de janeiro de 1999                                                       | [ 1 ]                                                                        |
| Ministério das Relações Exteriores                                           |                                                                              | Luiz Felipe Lampreia                                                         | Sem partido/RJ                                                               | 1.º de janeiro de 1995                                                       | 1.º de janeiro de 1999                                                       | [ 1 ]                                                                        |
| Ministério de Minas e Energia                                                |                                                                              | Raimundo de Brito                                                            | Sem partido/BA                                                               | 1.º de janeiro de 1995                                                       | 1.º de janeiro de 1999                                                       | [ 1 ]                                                                        |
| Ministério do Exército                                                       |                                                                              | Zenildo de Lucena                                                            | Sem partido/PE                                                               | 1.º de janeiro de 1995                                                       | 1.º de janeiro de 1999                                                       | [ 1 ]                                                                        |
| Ministério do Meio Ambiente, dos Recursos Hídricos e da Amazônia Legal       |                                                                              | Gustavo Krause                                                               | PFL/PE                                                                       | 1.º de janeiro de 1995                                                       | 1.º de janeiro de 1999                                                       | [ 1 ]                                                                        |
| Ministério do Planejamento e Orçamento e Coordenação                         |                                                                              | José Serra                                                                   | PSDB/SP                                                                      | 1.º de janeiro de 1995                                                       | 1.º de junho de 1996                                                         | [ 1 ]                                                                        |
| Ministério do Planejamento e Orçamento e Coordenação                         |                                                                              | Andrea Calabi (interinamente)                                                | Sem partido/SP                                                               | 1.º de junho de 1996                                                         | 3 de junho de 1996                                                           | [ 1 ]                                                                        |
| Ministério do Planejamento e Orçamento e Coordenação                         |                                                                              | Antônio Kandir                                                               | Sem partido/SP                                                               | 4 de junho de 1996                                                           | 31 de março de 1998                                                          | [ 1 ]                                                                        |
| Ministério do Planejamento e Orçamento e Coordenação                         |                                                                              | Paulo Paiva                                                                  | Sem partido/MG                                                               | 31 de março de 1998                                                          | 1.º de janeiro de 1999                                                       | [ 1 ]                                                                        |
| Ministério do Trabalho                                                       |                                                                              | Paulo Paiva                                                                  | Sem partido/MG                                                               | 1.º de janeiro de 1995                                                       | 30 de março de 1998                                                          | [ 1 ]                                                                        |
| Ministério do Trabalho                                                       |                                                                              | Antônio Anastasia                                                            | PSDB/MG                                                                      | 31 de março de 1998                                                          | 6 de abril de 1998                                                           | [ 1 ]                                                                        |
| Ministério do Trabalho                                                       |                                                                              | Edward Amadeo                                                                | Sem partido/RJ                                                               | 7 de abril de 1998                                                           | 1.º de janeiro de 1999                                                       | [ 1 ]                                                                        |
| Ministério dos Transportes                                                   |                                                                              | Odacir Klein                                                                 | PMDB/RS                                                                      | 1.º de janeiro de 1995                                                       | 16 de agosto de 1996                                                         | [ 1 ]                                                                        |
| Ministério dos Transportes                                                   |                                                                              | Alcides Saldanha                                                             | PMDB/RS                                                                      | 16 de agosto de 1996                                                         | 22 de agosto de 1996                                                         | [ 1 ]                                                                        |
| Ministério dos Transportes                                                   |                                                                              | José Luiz Portella                                                           | Sem partido/SP                                                               | 23 de agosto de 1996                                                         | 22 de maio de 1997                                                           | [ 1 ]                                                                        |
| Ministério dos Transportes                                                   |                                                                              | Eliseu Padilha                                                               | PMDB/RS                                                                      | 22 de maio de 1997                                                           | 1.º de janeiro de 1999                                                       | [ 1 ]                                                                        |
| Órgãos com status de ministério                                              |                                                                              |                                                                              |                                                                              |                                                                              |                                                                              |                                                                              |
| Advocacia-Geral da União                                                     |                                                                              | Geraldo Quintão                                                              | Sem partido/MG                                                               | 6 de janeiro de 1995                                                         | 1.º de janeiro de 1999                                                       | [ 5 ]                                                                        |
| Casa Civil                                                                   |                                                                              | Clóvis Carvalho                                                              | PSDB/SP                                                                      | 1.º de janeiro de 1995                                                       | 1.º de janeiro de 1999                                                       | [ 5 ]                                                                        |
| Casa Militar                                                                 |                                                                              | Alberto Mendes Cardoso                                                       | Sem partido/SP                                                               | 1.º de janeiro de 1995                                                       | 1.º de janeiro de 1999                                                       | [ 5 ]                                                                        |
| Estado Maior das Forças Armadas                                              |                                                                              | Benedito Onofre Bezerra Leonel                                               | Sem partido/SP                                                               | 1.º de janeiro de 1995                                                       | 1.º de janeiro de 1999                                                       | [ 5 ]                                                                        |
| Secretarias com status de ministério                                         |                                                                              |                                                                              |                                                                              |                                                                              |                                                                              |                                                                              |
| Secretaria-Geral da Presidência da República                                 |                                                                              | Eduardo Jorge Pereira                                                        | PSDB/CE                                                                      | 1.º de janeiro de 1995                                                       | 15 de abril de 1998                                                          | [ 5 ]                                                                        |
| Secretaria-Geral da Presidência da República                                 |                                                                              | Eduardo Graeff                                                               | Sem partido/RS                                                               | 16 de abril de 1998                                                          | 1.º de janeiro de 1999                                                       | [ 5 ]                                                                        |
| Secretaria de Assuntos Estratégicos                                          |                                                                              | Ronaldo Sardenberg                                                           | Sem partido/SP                                                               | 1.º de janeiro de 1995                                                       | 1.º de janeiro de 1999                                                       | [ 5 ]                                                                        |
| Secretaria de Comunicação Social                                             |                                                                              | Roberto Muylaert                                                             | Sem partido/SP                                                               | 1.º de janeiro de 1995                                                       | 31 de março de 1995                                                          | [ 5 ]                                                                        |
| Secretaria de Comunicação Social                                             |                                                                              | Sérgio Amaral                                                                | Sem partido/SP                                                               | 3 de abril de 1995                                                           | 1.º de janeiro de 1999                                                       | [ 5 ]                                                                        |

### 2.º Mandato
| Gabinete Presidencial de Fernando Henrique Cardoso - 2.º Mandato (1999-2003) | Gabinete Presidencial de Fernando Henrique Cardoso - 2.º Mandato (1999-2003) | Gabinete Presidencial de Fernando Henrique Cardoso - 2.º Mandato (1999-2003) | Gabinete Presidencial de Fernando Henrique Cardoso - 2.º Mandato (1999-2003) | Gabinete Presidencial de Fernando Henrique Cardoso - 2.º Mandato (1999-2003) | Gabinete Presidencial de Fernando Henrique Cardoso - 2.º Mandato (1999-2003) | Gabinete Presidencial de Fernando Henrique Cardoso - 2.º Mandato (1999-2003) |
| Ministério                                                                   | Incumbente                                                                   | Incumbente                                                                   | Partido                                                                      | Posse no dia                                                                 | Saída no dia                                                                 | Ref.                                                                         |
| ---------------------------------------------------------------------------- | ---------------------------------------------------------------------------- | ---------------------------------------------------------------------------- | ---------------------------------------------------------------------------- | ---------------------------------------------------------------------------- | ---------------------------------------------------------------------------- | ---------------------------------------------------------------------------- |
| Ministério Extraordinário da Defesa                                          |                                                                              | Élcio Álvares                                                                | PFL/ES                                                                       | 1.º de janeiro de 1999                                                       | 11 de junho de 1999                                                          | [ 1 ]                                                                        |
| Ministério Extraordinário de Política Fundiária                              |                                                                              | Raul Jungmann                                                                | PPS/PE                                                                       | 1.º de janeiro de 1999                                                       | 26 de novembro de 1999                                                       | [ 1 ]                                                                        |
| Ministério Extraordinário de Política Fundiária                              |                                                                              | José Abrão                                                                   | PSDB/SP                                                                      | 26 de novembro de 1999                                                       | 30 de novembro de 1999                                                       | [ 1 ]                                                                        |
| Ministério Extraordinário de Projetos Especiais                              |                                                                              | Ronaldo Sardenberg                                                           | Sem partido/SP                                                               | 1.º de janeiro de 1999                                                       | 19 de julho de 1999                                                          | [ 1 ]                                                                        |
| Ministério da Aeronáutica/Comando da Aeronáutica                             |                                                                              | Walter Werner Bräuer                                                         | Sem partido/RS                                                               | 1.º de janeiro de 1999                                                       | 10 de junho de 1999                                                          | [ 1 ]                                                                        |
| Ministério da Agricultura e do Abastecimento                                 |                                                                              | Francisco Turra                                                              | PPB/RS                                                                       | 1.º de janeiro de 1999                                                       | 19 de julho de 1999                                                          | [ 1 ]                                                                        |
| Ministério da Agricultura, Pecuária e Abastecimento                          |                                                                              | Pratini de Moraes                                                            | PPB/RS                                                                       | 19 de julho de 1999                                                          | 1.º de janeiro de 2003                                                       | [ 1 ]                                                                        |
| Ministério da Ciência e Tecnologia                                           |                                                                              | Luiz Carlos Bresser-Pereira                                                  | Sem partido/SP                                                               | 1.º de janeiro de 1999                                                       | 19 de julho de 1999                                                          | [ 1 ]                                                                        |
| Ministério da Ciência e Tecnologia                                           |                                                                              | Ronaldo Sardenberg                                                           | Sem partido/SP                                                               | 19 de julho de 1999                                                          | 1.º de janeiro de 2003                                                       | [ 1 ]                                                                        |
| Ministério da Cultura                                                        |                                                                              | Francisco Weffort                                                            | Sem partido/SP                                                               | 1.º de janeiro de 1999                                                       | 1.º de janeiro de 2003                                                       | [ 1 ]                                                                        |
| Ministério das Comunicações                                                  |                                                                              | Pimenta da Veiga                                                             | PSDB/MG                                                                      | 1.º de janeiro de 1999                                                       | 3 de abril de 2002                                                           | [ 1 ]                                                                        |
| Ministério das Comunicações                                                  |                                                                              | Juarez Quadros                                                               | Sem partido/PA                                                               | 3 de abril de 2002                                                           | 1.º de janeiro de 2003                                                       | [ 1 ]                                                                        |
| Ministério do Desenvolvimento Agrário                                        |                                                                              | Raul Jungmann                                                                | PPS/PE                                                                       | 26 de novembro de 1999                                                       | 4 de abril de 2002                                                           | [ 1 ]                                                                        |
| Ministério do Desenvolvimento Agrário                                        |                                                                              | José Abrão                                                                   | PSDB/SP                                                                      | 4 de abril de 2002                                                           | 1.º de janeiro de 2003                                                       | [ 1 ]                                                                        |
| Ministério do Desenvolvimento, Indústria e Comércio                          |                                                                              | Celso Lafer                                                                  | PSDB/SP                                                                      | 1.º de janeiro de 1999                                                       | 19 de julho de 1999                                                          | [ 1 ]                                                                        |
| Ministério do Desenvolvimento, Indústria e Comércio Exterior                 |                                                                              | Clóvis Carvalho                                                              | PSDB/SP                                                                      | 19 de julho de 1999                                                          | 8 de setembro de 1999                                                        | [ 1 ]                                                                        |
| Ministério do Desenvolvimento, Indústria e Comércio Exterior                 |                                                                              | Milton Seligman (interinamente)                                              | Sem partido/RS                                                               | 8 de setembro de 1999                                                        | 14 de setembro de 1999                                                       | [ 1 ]                                                                        |
| Ministério do Desenvolvimento, Indústria e Comércio Exterior                 |                                                                              | Alcides Tápias                                                               | Sem partido/SP                                                               | 14 de setembro de 1999                                                       | 31 de julho de 2001                                                          | [ 1 ]                                                                        |
| Ministério do Desenvolvimento, Indústria e Comércio Exterior                 |                                                                              | Benjamin Benzaquen Sicsú (interinamente)                                     | Sem partido                                                                  | 1.º de agosto de 2001                                                        | 23 de agosto de 2001                                                         | [ 1 ]                                                                        |
| Ministério do Desenvolvimento, Indústria e Comércio Exterior                 |                                                                              | Sérgio Amaral                                                                | Sem partido/SP                                                               | 23 de agosto de 2001                                                         | 1.º de janeiro de 2003                                                       | [ 1 ]                                                                        |
| Ministério da Educação                                                       |                                                                              | Paulo Renato Souza                                                           | PSDB/SP                                                                      | 1.º de janeiro de 1999                                                       | 1.º de janeiro de 2003                                                       | [ 1 ]                                                                        |
| Ministério do Esporte e Turismo                                              |                                                                              | Rafael Greca                                                                 | PFL/PR                                                                       | 1.º de janeiro de 1999                                                       | 2 de maio de 1999                                                            | [ 1 ]                                                                        |
| Ministério do Esporte e Turismo                                              |                                                                              | Maria Teresa Bonatto de Castro                                               | Sem partido/RS                                                               | 2 de maio de 1999                                                            | 17 de fevereiro de 2000                                                      | [ 1 ]                                                                        |
| Ministério do Esporte e Turismo                                              |                                                                              | Mauro Barbosa (interinamente)                                                | Sem partido/GO                                                               | 17 de fevereiro de 2000                                                      | 9 de maio de 2000                                                            | [ 1 ]                                                                        |
| Ministério do Esporte e Turismo                                              |                                                                              | Carlos Melles                                                                | PFL/MG                                                                       | 9 de maio de 2000                                                            | 8 de março de 2002                                                           | [ 1 ]                                                                        |
| Ministério do Esporte e Turismo                                              |                                                                              | Caio Cibella de Carvalho                                                     | Sem partido/SP                                                               | 8 de março de 2002                                                           | 1.º de janeiro de 2003                                                       | [ 1 ]                                                                        |
| Ministério do Exército/Comando do Exército                                   |                                                                              | Gleuber Vieira                                                               | Sem partido/RJ                                                               | 1.º de janeiro de 1999                                                       | 1.º de janeiro de 2003                                                       | [ 1 ]                                                                        |
| Ministério da Fazenda                                                        |                                                                              | Pedro Malan                                                                  | Sem partido/RJ                                                               | 1.º de janeiro de 1999                                                       | 1.º de janeiro de 2003                                                       | [ 1 ]                                                                        |
| Ministério da Integração Nacional                                            |                                                                              | Fernando Bezerra                                                             | PMDB/RN                                                                      | 3 de agosto de 1999                                                          | 15 de maio de 2001                                                           | [ 1 ]                                                                        |
| Ministério da Integração Nacional                                            |                                                                              | Simão Cirineu Dias (interinamente)                                           | Sem partido                                                                  | 15 de maio de 2001                                                           | 20 de junho de 2001                                                          | [ 1 ]                                                                        |
| Ministério da Integração Nacional                                            |                                                                              | Ramez Tebet                                                                  | PMDB/MS                                                                      | 20 de junho de 2001                                                          | 20 de setembro de 2001                                                       | [ 1 ]                                                                        |
| Ministério da Integração Nacional                                            |                                                                              | Pedro Augusto Sanguinetti Ferreira (interinamente)                           | Sem partido                                                                  | 20 de setembro de 2001                                                       | 14 de novembro de 2001                                                       | [ 1 ]                                                                        |
| Ministério da Integração Nacional                                            |                                                                              | Ney Suassuna                                                                 | PMDB/PB                                                                      | 14 de novembro de 2001                                                       | 5 de abril de 2002                                                           | [ 1 ]                                                                        |
| Ministério da Integração Nacional                                            |                                                                              | Mary Dayse Kinzo                                                             | Sem partido                                                                  | 5 de abril de 2002                                                           | 5 de junho de 2002                                                           | [ 1 ]                                                                        |
| Ministério da Integração Nacional                                            |                                                                              | Luciano Barbosa                                                              | PMDB/AL                                                                      | 5 de junho de 2002                                                           | 1.º de janeiro de 2003                                                       | [ 1 ]                                                                        |
| Ministério da Justiça                                                        |                                                                              | Renan Calheiros                                                              | PMDB/AL                                                                      | 1.º de janeiro de 1999                                                       | 19 de julho de 1999                                                          | [ 1 ]                                                                        |
| Ministério da Justiça                                                        |                                                                              | José Carlos Dias                                                             | Sem partido/SP                                                               | 19 de julho de 1999                                                          | 14 de abril de 2000                                                          | [ 1 ]                                                                        |
| Ministério da Justiça                                                        |                                                                              | José Gregori                                                                 | PSDB/SP                                                                      | 14 de abril de 2000                                                          | 14 de novembro de 2001                                                       | [ 1 ]                                                                        |
| Ministério da Justiça                                                        |                                                                              | Aloysio Nunes                                                                | PSDB/SP                                                                      | 14 de novembro de 2001                                                       | 3 de abril de 2002                                                           | [ 1 ]                                                                        |
| Ministério da Justiça                                                        |                                                                              | Miguel Reale Júnior                                                          | PSDB/SP                                                                      | 3 de abril de 2002                                                           | 10 de julho de 2002                                                          | [ 1 ]                                                                        |
| Ministério da Justiça                                                        |                                                                              | Paulo de Tarso Ramos Ribeiro                                                 | Sem partido/PA                                                               | 10 de julho de 2002                                                          | 1.º de janeiro de 2003                                                       | [ 1 ]                                                                        |
| Ministério da Marinha/Comando da Marinha                                     |                                                                              | Sérgio Gitirana Florêncio Chagasteles                                        | Sem partido/AL                                                               | 1.º de janeiro de 1999                                                       | 10 de junho de 1999                                                          | [ 1 ]                                                                        |
| Ministério do Meio Ambiente                                                  |                                                                              | Sarney Filho                                                                 | PFL/MA                                                                       | 1.º de janeiro de 1999                                                       | 5 de março de 2002                                                           | [ 1 ]                                                                        |
| Ministério do Meio Ambiente                                                  |                                                                              | José Carlos Carvalho                                                         | Sem partido/ES                                                               | 5 de março de 2002                                                           | 1.º de janeiro de 2003                                                       | [ 1 ]                                                                        |
| Ministério de Minas e Energia                                                |                                                                              | Rodolpho Tourinho Neto                                                       | PFL/BA                                                                       | 1.º de janeiro de 1999                                                       | 23 de fevereiro de 2001                                                      | [ 1 ]                                                                        |
| Ministério de Minas e Energia                                                |                                                                              | Hélio Vitor Ramos Filho (interinamente)                                      | Sem partido/BA                                                               | 23 de fevereiro de 2001                                                      | 13 de março de 2001                                                          | [ 1 ]                                                                        |
| Ministério de Minas e Energia                                                |                                                                              | José Jorge                                                                   | PFL/PE                                                                       | 13 de março de 2001                                                          | 8 de março de 2002                                                           | [ 1 ]                                                                        |
| Ministério de Minas e Energia                                                |                                                                              | Pedro Parente (interinamente)                                                | Sem partido/RJ                                                               | 8 de março de 2002                                                           | 3 de abril de 2002                                                           | [ 1 ]                                                                        |
| Ministério de Minas e Energia                                                |                                                                              | Francisco Gomide                                                             | Sem partido/PR                                                               | 3 de abril de 2002                                                           | 1.º de janeiro de 2003                                                       | [ 1 ]                                                                        |
| Ministério do Orçamento e Gestão                                             |                                                                              | Paulo Paiva                                                                  | Sem partido/MG                                                               | 1.º de janeiro de 1999                                                       | 31 de março de 1999                                                          | [ 1 ]                                                                        |
| Ministério do Orçamento e Gestão                                             |                                                                              | Martus Tavares                                                               | Sem partido/CE                                                               | 31 de março de 1999                                                          | 19 de julho de 1999                                                          | [ 1 ]                                                                        |
| Ministério do Planejamento, Orçamento e Gestão                               |                                                                              | Martus Tavares                                                               | Sem partido/CE                                                               | 19 de julho de 1999                                                          | 3 de abril de 2002                                                           | [ 1 ]                                                                        |
| Ministério do Planejamento, Orçamento e Gestão                               |                                                                              | Guilherme Dias                                                               | Sem partido/ES                                                               | 3 de abril de 2002                                                           | 1.º de janeiro de 2003                                                       | [ 1 ]                                                                        |
| Ministério da Previdência e Assistência Social                               |                                                                              | Waldeck Ornelas                                                              | PFL/BA                                                                       | 1.º de janeiro de 1999                                                       | 24 de fevereiro de 2001                                                      | [ 1 ]                                                                        |
| Ministério da Previdência e Assistência Social                               |                                                                              | José Cechin (interinamente)                                                  | Sem partido/RS                                                               | 24 de fevereiro de 2001                                                      | 13 de março de 2001                                                          | [ 1 ]                                                                        |
| Ministério da Previdência e Assistência Social                               |                                                                              | Roberto Brant                                                                | PSDB/MG                                                                      | 13 de março de 2001                                                          | 8 de março de 2002                                                           | [ 1 ]                                                                        |
| Ministério da Previdência e Assistência Social                               |                                                                              | José Cechin                                                                  | Sem partido/RS                                                               | 8 de março de 2002                                                           | 1.º de janeiro de 2003                                                       | [ 1 ]                                                                        |
| Ministério das Relações Exteriores                                           |                                                                              | Luiz Felipe Lampreia                                                         | Sem partido/RJ                                                               | 1.º de janeiro de 1999                                                       | 12 de janeiro de 2001                                                        | [ 1 ]                                                                        |
| Ministério das Relações Exteriores                                           |                                                                              | Luiz Felipe Seixas Corrêa (interinamente)                                    | Sem partido                                                                  | 12 de janeiro de 2001                                                        | 29 de janeiro de 2001                                                        | [ 1 ]                                                                        |
| Ministério das Relações Exteriores                                           |                                                                              | Celso Lafer                                                                  | PSDB/SP                                                                      | 29 de janeiro de 2001                                                        | 1.º de janeiro de 2003                                                       | [ 1 ]                                                                        |
| Ministério da Saúde                                                          |                                                                              | José Serra                                                                   | PSDB/SP                                                                      | 1.º de janeiro de 1999                                                       | 21 de fevereiro de 2002                                                      | [ 6 ] [ 1 ]                                                                  |
| Ministério da Saúde                                                          |                                                                              | Barjas Negri                                                                 | PSDB/SP                                                                      | 21 de fevereiro de 2002                                                      | 1.º de janeiro de 2003                                                       | [ 7 ] [ 1 ]                                                                  |
| Ministério do Trabalho e Emprego                                             |                                                                              | Francisco Dornelles                                                          | PPB/RJ                                                                       | 1.º de janeiro de 1999                                                       | 3 de abril de 2002                                                           | [ 8 ] [ 1 ]                                                                  |
| Ministério do Trabalho e Emprego                                             |                                                                              | Paulo Jobim Filho                                                            | Sem partido/RJ                                                               | 3 de abril de 2002                                                           | 1.º de janeiro de 2003                                                       | [ 1 ]                                                                        |
| Ministério dos Transportes                                                   |                                                                              | Eliseu Padilha                                                               | PMDB/RS                                                                      | 1.º de janeiro de 1999                                                       | 14 de novembro de 2001                                                       | [ 9 ] [ 1 ]                                                                  |
| Ministério dos Transportes                                                   |                                                                              | Alderico Lima                                                                | Sem partido/SP                                                               | 14 de novembro de 2001                                                       | 3 de abril de 2002                                                           | [ 9 ] [ 1 ]                                                                  |
| Ministério dos Transportes                                                   |                                                                              | João Henrique de Almeida Sousa                                               | PMDB/PI                                                                      | 3 de abril de 2002                                                           | 1.º de janeiro de 2003                                                       | [ 10 ] [ 1 ]                                                                 |
| Órgãos com status de ministério                                              |                                                                              |                                                                              |                                                                              |                                                                              |                                                                              |                                                                              |
| Advocacia-Geral da União                                                     |                                                                              | Geraldo Quintão                                                              | Sem partido/MG                                                               | 1.º de janeiro de 1999                                                       | 24 de janeiro de 2000                                                        | [ 5 ]                                                                        |
| Advocacia-Geral da União                                                     |                                                                              | Gilmar Mendes                                                                | Sem partido/MG                                                               | 31 de janeiro de 2000                                                        | 20 de junho de 2002                                                          | [ 5 ]                                                                        |
| Advocacia-Geral da União                                                     |                                                                              | José Bonifácio Borges de Andrada                                             | Sem partido/RJ                                                               | 20 de junho de 2002                                                          | 1.º de janeiro de 2003                                                       | [ 5 ]                                                                        |
| Casa Civil                                                                   |                                                                              | Pedro Parente                                                                | Sem partido/RJ                                                               | 19 de julho de 1999                                                          | 1.º de janeiro de 2003                                                       | [ 5 ]                                                                        |
| Casa Militar                                                                 |                                                                              | Alberto Mendes Cardoso                                                       | Sem partido/SP                                                               | 1.º de janeiro de 1999                                                       | 28 de setembro de 1999                                                       | [ 5 ]                                                                        |
| Corregedoria-Geral da União                                                  |                                                                              | Anadyr de Mendonça                                                           | Sem partido/SP                                                               | 3 de abril de 2001                                                           | 1.º de janeiro de 2003                                                       | [ 5 ] [ 11 ]                                                                 |
| Estado Maior das Forças Armadas                                              |                                                                              | Benedito Onofre Bezerra Leonel                                               | Sem partido/SP                                                               | 1.º de janeiro de 1999                                                       | 1.º de junho de 1999                                                         | [ 5 ]                                                                        |
| Estado Maior das Forças Armadas                                              |                                                                              | Nelson de Souza Taveira                                                      | Sem partido/RJ                                                               | 1.º de junho de 1999                                                         | 10 de junho de 1999                                                          | [ 5 ]                                                                        |
| Gabinete de Segurança Institucional                                          |                                                                              | Alberto Mendes Cardoso                                                       | Sem partido/SP                                                               | 28 de setembro de 1999                                                       | 1.º de janeiro de 2003                                                       | [ 5 ]                                                                        |
| Secretarias com status de ministério                                         |                                                                              |                                                                              |                                                                              |                                                                              |                                                                              |                                                                              |
| Secretaria Especial de Desenvolvimento Urbano                                |                                                                              | Ovídio Antônio de Ângelis                                                    | Sem partido/GO                                                               | 3 de agosto de 1999                                                          | 1.º de janeiro de 2003                                                       | [ 5 ]                                                                        |
| Secretaria de Estado de Administração e Patrimônio                           |                                                                              | Cláudia Costin                                                               | Sem partido/SP                                                               | 1.º de janeiro de 1999                                                       | 30 de julho de 1999                                                          | [ 5 ]                                                                        |
| Secretaria de Estado de Comunicação de Governo                               |                                                                              | Andrea Matarazzo                                                             | PSDB/SP                                                                      | 1.º de janeiro de 1999                                                       | 11 de dezembro de 2001                                                       | [ 5 ]                                                                        |
| Secretaria de Estado de Comunicação de Governo                               |                                                                              | Bob Vieira da Costa                                                          | Sem partido/MG                                                               | 11 de dezembro de 2001                                                       | 22 de julho de 2002                                                          | [ 5 ]                                                                        |
| Secretaria de Estado de Comunicação de Governo                               |                                                                              | Eduardo Graeff (interinamente)                                               | Sem partido/RS                                                               | 23 de julho de 2002                                                          | 5 de novembro de 2002                                                        | [ 5 ]                                                                        |
| Secretaria de Estado de Comunicação de Governo                               |                                                                              | Bob Vieira da Costa                                                          | Sem partido/MG                                                               | 6 de novembro de 2002                                                        | 1.º de janeiro de 2003                                                       | [ 5 ]                                                                        |
| Secretaria de Estado dos Direitos Humanos                                    |                                                                              | José Gregori                                                                 | PSDB/SP                                                                      | 1.º de janeiro de 1999                                                       | 14 de abril de 2000                                                          | [ 5 ]                                                                        |
| Secretaria de Estado de Relações Institucionais                              |                                                                              | Eduardo Graeff                                                               | Sem partido/RS                                                               | 1.º de janeiro de 1999                                                       | 30 de julho de 1999                                                          | [ 5 ]                                                                        |
| Secretaria de Estado de Planejamento e Avaliação                             |                                                                              | Edward Amadeo                                                                | Sem partido/RJ                                                               | 1.º de janeiro de 1999                                                       | 30 de julho de 1999                                                          | [ 5 ]                                                                        |
| Secretaria de Estado de Desenvolvimento Urbano                               |                                                                              | Sérgio Cutolo dos Santos                                                     | Sem partido/SP                                                               | 26 de janeiro de 1999                                                        | 30 de julho de 1999                                                          | [ 5 ]                                                                        |
| Secretaria-Geral da Presidência da República                                 |                                                                              | Aloysio Nunes                                                                | PSDB/SP                                                                      | 3 de agosto de 1999                                                          | 14 de novembro de 2001                                                       | [ 5 ]                                                                        |
| Secretaria-Geral da Presidência da República                                 |                                                                              | Arthur Virgílio Neto                                                         | PSDB/AM                                                                      | 14 de novembro de 2001                                                       | 3 de abril de 2002                                                           | [ 5 ]                                                                        |
| Secretaria-Geral da Presidência da República                                 |                                                                              | Euclides Scalco                                                              | PSDB/RS                                                                      | 3 de abril de 2002                                                           | 1 de janeiro de 2003                                                         | [ 5 ]                                                                        |